# Biatlon op de Olympische Winterspelen 2018 – gemengde estafette
De gemengde estafette tijdens de Olympische Winterspelen 2018 vond plaats op 20 februari 2018 in het Alpensia Biathlon Centre in Pyeongchang. Regerend olympisch kampioen was Noorwegen. Noorwegen moest ditmaal genoegen nemen met de zilveren medaille.

## Tijdschema
| Datum       | Lokale tijd | MET   |
| ----------- | ----------- | ----- |
| 20 februari | 20:15       | 12:15 |

## Uitslag
| Rank   | Bib | Land                                                                                           | Tijd                                      | Straf (L+S)                             | Achterstand |
| ------ | --- | ---------------------------------------------------------------------------------------------- | ----------------------------------------- | --------------------------------------- | ----------- |
| Goud   | 7   | Frankrijk Marie Dorin Habert Anaïs Bescond Simon Desthieux Martin Fourcade                     | 1:08:34.3 15:51.1 16:46.4 17:58.4         | 0+1 0+3 0+0 0+0 0+1 0+3 0+0 0+0         | –           |
| Zilver | 1   | Noorwegen Marte Olsbu Tiril Eckhoff Johannes Thingnes Bø Emil Hegle Svendsen                   | 1:08:55.2 16:16.9 16:55.1 17:24.4 18:18.8 | 0+5 1+6 0+2 0+1 0+2 1+3 0+0 0+1 0+1 0+1 | +20.9       |
| Brons  | 2   | Italië Lisa Vittozzi Dorothea Wierer Lukas Hofer Dominik Windisch                              | 1:09:01.2 15:44.1 16:34.4 18:17.4 18:25.3 | 0+1 0+6 0+0 0+0 0+0 0+3 0+0 0+1 0+1 0+2 | +26.9       |
| 4      | 3   | Duitsland Vanessa Hinz Laura Dahlmeier Erik Lesser Arnd Peiffer                                | 1:09:01.5 15:46.3 16:02.3 18:14.7 18:58.2 | 0+2 1+5 0+0 0+0 0+0 0+1 0+0 0+1 0+2 1+3 | +27.2       |
| 5      | 11  | Wit-Rusland Nadezjda Skardino Darja Domratsjeva Sergej Botsjarnikov Vladimir Tsjepelin         | 1:09:29.8 16:10.7 16:10.5 18:29.8 18:38.8 | 0+2 0+1 0+0 0+0 0+0 0+1 0+1 0+0         | +55.5       |
| 6      | 8   | Finland Laura Toivanen Kaisa Mäkäräinen Tero Seppälä Olli Hiidensalo                           | 1:09:38.2 16:46.6 16:01.2 18:30.6 18:19.8 | 0+1 0+2 0+0 0+1 0+0 0+0 0+1 0+1 0+0 0+0 | +1:03.9     |
| 7      | 10  | Oekraïne Iryna Varvynets Joelia Dzjyma Dmytro Pidruchnyi Artem Pryma                           | 1:09:46.4 16:18.6 16:29.6 18:22.9 18:35.3 | 0+3 0+2 0+1 0+0 0+1 0+0 0+1 0+1 0+0 0+1 | +1:12.1     |
| 8      | 13  | Tsjechië Veronika Vítková Markéta Davidová Ondřej Moravec Michal Krčmář                        | 1:10:13.6 16:07.4 16:54.6 18:24.4 18:47.2 | 0+5 0+3 0+2 0+1 0+3 0+0 0+0 0+1         | +1:39.3     |
| 9      | 6   | Olympische atleten uit Rusland Oeljana Kajsjeva Tatjana Akimova Anton Babikov Matvej Jelisejev | 1:10:49.1 16:20.9 16:41.9 18:16.9 19:29.4 | 0+6 0+4 0+2 0+1 0+0 0+1 0+1 0+1 0+3 0+1 | +2:14.8     |
| 10     | 18  | Oostenrijk Lisa Hauser Katharina Innerhofer Simon Eder Julian Eberhard                         | 1:10:56.3 16:53.8 17:09.9 18:11.5 18:41.1 | 0+6 0+8 0+1 0+3 0+2 0+3 0+1 0+0 0+2 0+2 | +2:22.0     |
| 11     | 5   | Zweden Mona Brorsson Hanna Öberg Jesper Nelin Fredrik Lindström                                | 1:11:07.5 17:37.5 16:23.7 18:29.5 18:36.8 | 0+2 2+6 0+0 2+3 0+0 0+1 0+2 0+1 0+0 0+1 | +2:33.2     |
| 12     | 15  | Canada Rosanna Crawford Julia Ransom Scott Gow Christian Gow                                   | 1:11:11.0 16:18.8 17:14.5 18:57.9 18:39.8 | 0+2 0+7 0+1 0+1 0+0 0+2 0+1 0+2 0+0 0+2 | +2:36.7     |
| 13     | 9   | Zwitserland Elisa Gasparin Lena Häcki Benjamin Weger Serafin Wiestner                          | 1:11:31.4 16:48.1 17:21.8 18:02.7 19:18.8 | 1+6 0+7 0+1 0+3 1+3 0+2 0+1 0+0 0+1 0+2 | +2:57.1     |
| 14     | 12  | Slovenië Urška Poje Anja Eržen Klemen Bauer Jakov Fak                                          | 1:11:55.6 16:55.3 17:59.5 18:05.0 18:55.8 | 0+0 1+7 0+0 0+2 0+0 1+3 0+0 0+0 0+0 0+2 | +3:21.3     |
| 15     | 19  | Verenigde Staten Susan Dunklee Joanne Reid Tim Burke Lowell Bailey                             | 1:12:05.4 16:07.9 18:50.7 18:29.1 18:37.7 | 0+3 3+6 0+2 0+0 0+0 3+3 0+0 0+3 0+1 0+0 | +3:31.1     |
| 16     | 14  | Polen Magdalena Gwizdoń Kamila Żuk Andrzej Nędza-Kubiniec Grzegorz Guzik                       | 1:12:17.9 16:10.0 16:38.8 19:39.3 19:49.8 | 0+4 0+4 0+1 0+0 0+0 0+2 0+0 0+1 0+3 0+1 | +3:43.6     |
| 17     | 16  | Bulgarije Emilia Yordanova Daniela Kadeva Krasimir Anev Vladimir Iliev                         | 1:12:31.7 16:49.9 17:46.0 18:56.2 18:59.6 | 0+7 0+4 0+1 0+0 0+2 0+1 0+1 0+3 0+3 0+0 | +3:57.4     |
| 18     | 20  | Kazachstan Galina Visjnevskaja Alina Rajkova Roman Jeremin Maksim Braoen                       | 1:14:13.7 16:09.1 17:39.5 20:12.0 20:13.1 | 3+4 0+3 0+0 0+1 3+3 0+0 0+1 0+1         | +5:39.4     |
| 19     | 17  | Litouwen Natalija Kočergina Diana Rasimovičiūtė Tomas Kaukėnas Vytautas Strolia                | LAP 18:16.3 LAP 0                         | 0+4 1+3 0+2 1+3 0+2 0+0 0               | +9:58.9     |
| 20     | 4   | Slowakije Paulína Fialková Anastasiya Kuzmina Matej Kazár Martin Otčenáš                       | LAP 21:33.9 LAP 0                         | 4+6 1+4 4+3 1+3 0+3 0+1 0               | +9:59.9     |